# Sarantáporo (ort i Grekland, Nomós Larísis)
Sarantáporo är en ort i Grekland.   Den ligger i prefekturen Nomós Larísis och regionen Thessalien, i den centrala delen av landet, 270 km nordväst om huvudstaden Aten. Sarantáporo ligger 738 meter över havet och antalet invånare är 938.
Terrängen runt Sarantáporo är huvudsakligen kuperad, men åt sydost är den platt. Runt Sarantáporo är det glesbefolkat, med 16 invånare per kvadratkilometer. Närmaste större samhälle är Sérvia, 13,4 km norr om Sarantáporo. Trakten runt Sarantáporo består till största delen av jordbruksmark.